# 隆河-阿爾卑斯德比
隆河-阿爾卑斯德比（法語：Derby Rhône-Alpes、Derby Rhônealpin、Le Derby）指位於法國奧弗涅-羅納-阿爾卑斯大區的奧林匹克里昂與圣埃蒂安足球俱乐部之間的同城德比。兩隊分別位在隆河省首府里昂與羅亞爾省首府圣埃蒂安。
比賽期間，奧林匹克里昂以盧米埃爾球場為主場，而圣埃蒂安足球俱乐部以熱奧弗魯瓦基查爾球場為主場。

## 概要
隆河-阿爾卑斯德比是隆河-阿爾卑斯大區內兩主要足球俱樂部奧林匹克里昂與圣埃蒂安之間的足球競賽，有時法國媒體會以隆河德比（Derby du Rhône）稱之，但除了里昂位於隆河河畔外，圣埃蒂安則是位於羅亞爾河河畔，因此該稱呼是不正確的。
因兩俱樂部距離約50（31英里），自1951年開始首次競賽後，進而衍伸成兩隊激烈地競爭。目前隆河-阿爾卑斯德比是法甲賽季中的熱門賽事之一，而兩球隊的競賽也象徵著以白領為主的里昂以及與藍領為主的圣埃蒂安兩城市的競爭，
20世紀以來，圣埃蒂安足球俱乐部創造了法甲聯賽10次冠軍的最高記錄，至今這個紀錄仍未被打破。在1957年至1981年期間圣埃蒂安還拿過6次法國盃冠軍，其水準已在歐洲足球平均水準之上。然而在1980年代以後，圣埃蒂安的表現逐漸下滑，甚至在1984年降級至法乙，其在法國足球的影響力已漸漸減弱。奧林匹克里昂則是自21世紀初以後才開始逐漸影響法國足球，自2002年首次贏得法甲賽季冠軍後，里昂創下法甲賽季冠軍7連霸的創舉，並多次打進歐洲冠軍聯賽淘汰賽階段，甚至自2004年摩納哥足球俱樂部之後，於2009年首個法國足球俱樂部打進4強。
目前，兩球隊在法甲受到許多球迷支持，並且近幾年經常打進歐洲主要足球賽事決賽圈。

## 歷屆賽果
更新日期：2018年2月25日
| 競賽            | 競賽            | 場次 | 獲勝次數 | 獲勝次數 | 獲勝次數 | 進球數 | 進球數   |
| 競賽            | 競賽            | 場次 | 里昂     | 平手     | 聖埃蒂安 | 里昂   | 聖埃蒂安 |
| --------------- | --------------- | ---- | -------- | -------- | -------- | ------ | -------- |
| 聯賽            | 法甲            | 104  | 35       | 31       | 38       | 121    | 135      |
| 聯賽            | 法乙            | 4    | 1        | 1        | 2        | 3      | 7        |
| 法國盃          | 法國盃          | 5    | 3        | 1        | 1        | 9      | 3        |
| 查尔斯·德拉戈杯 | 查尔斯·德拉戈杯 | 1    | 0        | 0        | 1        | 0      | 4        |
| 法國超級盃      | 法國超級盃      | 1    | 0        | 0        | 1        | 0      | 3        |
| 法國聯賽盃      | 法國聯賽盃      | 1    | 1        | 0        | 0        | 2      | 1        |
| 總計            | 總計            | 116  | 40       | 33       | 43       | 135    | 153      |

## 外部連結
- OL-ASSE （页面存档备份，存于）與ASSE-OL （页面存档备份，存于） - 法國職業足球聯賽統計
- （法文） AS Saint-Étienne Official Site （页面存档备份，存于）
- （法文） Olympique Lyonnais Official Site （页面存档备份，存于）